# Insurrection dans l'est de la Syrie
Guerre civile syrienne
Insurrection syrienne (2024-présent)
L'insurrection de l'Est de la Syrie est une double insurrection armée menée par les restes de l'État islamique en Irak et au Levant (EIIL) par des rebelles syriens et par des nationalistes arabes loyalistes, contre le Rojava, ses forces militaires (les Forces démocratiques syriennes(FDS)) et leurs alliés au sein de la coalition Force opérationnelle interarmées – Opération Inherent Resolve (CJTF-OIR) dirigée par les États-Unis.

## Arrière-plan
L'insurrection a commencé après une série de campagnes en 2016 et 2017 qui ont pris des territoires à l' État islamique d'Irak et du Levant , dirigé par les Forces démocratiques syriennes et la CJTF-OIR . Cela a finalement abouti à la prise de Raqqa, la capitale de l'État islamique, et d'autres régions des gouvernorats d'Alep, de Raqqa et de Deir ez-Zor. Il s’agit de régions à majorité arabe, souvent avec d’importantes minorités turkmènes, dont certaines étaient mécontentes de l'influence kurde au sein des FDS.
De multiples factions, composées principalement d'Arabes, ont formé des groupes armés pour soutenir soit l' opposition syrienne , soit le gouvernement syrien, avec d'autres éléments restants de l'État islamique opérant comme des cellules clandestines qui ont émergé dans les zones capturées par les FDS et la coalition au cours de la période 2016-2017. campagnes. Ces groupes ont également eu recours à des tactiques de guérilla pour cibler les FDS et les forces de la coalition, notamment par des assassinats, des attaques par délit de fuite , des attaques à la roquette et l'utilisation d'engins explosifs improvisés. Des attaques ont eu lieu dans des villes du Rojava, notamment à Manbij, Raqqa et Hasakah.

## Factions insurgées
- Insurgés loyalistes : divers groupes baasistes pro-gouvernementaux opèrent dans l'est de la Syrie, notamment la « Résistance populaire dans la région de l'est » (fondée en février 2018 à Raqqa), la « Résistance populaire à Hassaké » (fondée en avril 2018)[2], et la « Résistance populaire à Manbij » (fondée en juin 2018)[3].

Ces groupes seraient soutenus par l'Iran et les Forces armées arabes syriennes.
- Rebelles syriens : Les rebelles syriens principalement Arabes et Turkmènes mènent des rebellions avec le soutien de la Turquie contre les Forces démocratiques syriennes. Des tribus arabes anti-gouvernementales mécontentes ont également menées des insurrections contre les FDS.

- État islamique en Irak et au Levant : Après la perte de la majeure partie de son territoire, l’État islamique en Irak et au Levant a lancé une insurrection basée dans le désert, tout en tentant simultanément de rallier des éléments de la population civile à sa cause. En s'attaquant aux autorités civiles soutenues par les FDS, il porte atteinte à la réputation de ces dernières et aggrave les griefs existants, ce qui entraîne une détérioration de la situation sécuritaire. On ne sait pas exactement combien de combattants actifs de l’EIIL opèrent encore en Syrie, mais ils sont probablement plusieurs milliers[4].